# Liga de Chipre de balonmano
La Liga de Chipre de balonmano es la máxima categoría de balonmano en Chipre.

## Palmarés
| - 1984 : KN Anthoupolis - 1985 : KN Anthoupolis (2) - 1986 : KN Anthoupolis (3) - 1987 : KN Anthoupolis (4) - 1988 : KN Anthoupolis (5) - 1989 : KN Anthoupolis (6) - 1990 : KN Anthoupolis (7) - 1991 : SPE Strovolos Nicosia - 1992 : SPE Strovolos Nicosia (2) - 1993 : SPE Strovolos Nicosia (3) - 1994 : SPE Strovolos Nicosia (4) - 1995 : SPE Strovolos Nicosia (5) - 1996 : SPE Strovolos Nicosia (6) | - 1997 : SPE Strovolos Nicosia (7) - 1998 : SPE Strovolos Nicosia (8) - 1999 : SPE Strovolos Nicosia (9) - 2000 : SPE Strovolos Nicosia (10) - 2001 : SPE Strovolos Nicosia (11) - 2002 : SPE Strovolos Nicosia (12) - 2003 : SPE Strovolos Nicosia (13) - 2004 : SPE Strovolos Nicosia (14) - 2005 : European University Cyprus - 2006 : SPE Strovolos Nicosia (15) - 2007 : SPE Strovolos Nicosia (16) - 2008 : European University Cyprus (2) - 2009 : SPE Strovolos Nicosia (17) | - 2010 : SPE Strovolos Nicosia (18) - 2011 : SPE Strovolos Nicosia (19) - 2012 : European University Cyprus (3) - 2013 : European University Cyprus (4) - 2014 : SPE Strovolos Nicosia (20) - 2015 : European University Cyprus (5) - 2016 : European University Cyprus (6) - 2017 : European University Cyprus (7) - 2018 : European University Cyprus (8) - 2019 : Parnassos Strovolou (1) - 2020 : Parnassos Strovolou (2) - 2021 : Anorthosis Famagusta (1) |  |

## Palmarés por equipos
| Club                          | Títulos | Años |
| ----------------------------- | ------- | --- |
| SPE Strovolos Nicosia         | 20      | 1991, 1992, 1993, 1994, 1995, 1996, 1997, 1998, 1999, 2000, 2001, 2002, 2003, 2004, 2006, 2007, 2009, 2010, 2011, 2014 |
| European University de Chipre | 8       | 2005, 2008, 2012, 2013, 2015, 2016, 2017, 2018                                                                         |
| KN Anthoupolis                | 7       | 1984, 1985, 1986, 1987, 1988, 1989, 1990                                                                               |
| Parnassos Strovolou           | 2       | 2019, 2020 |
| Anorthosis Famagusta          | 1       | 2021 |